# Noack Galerie

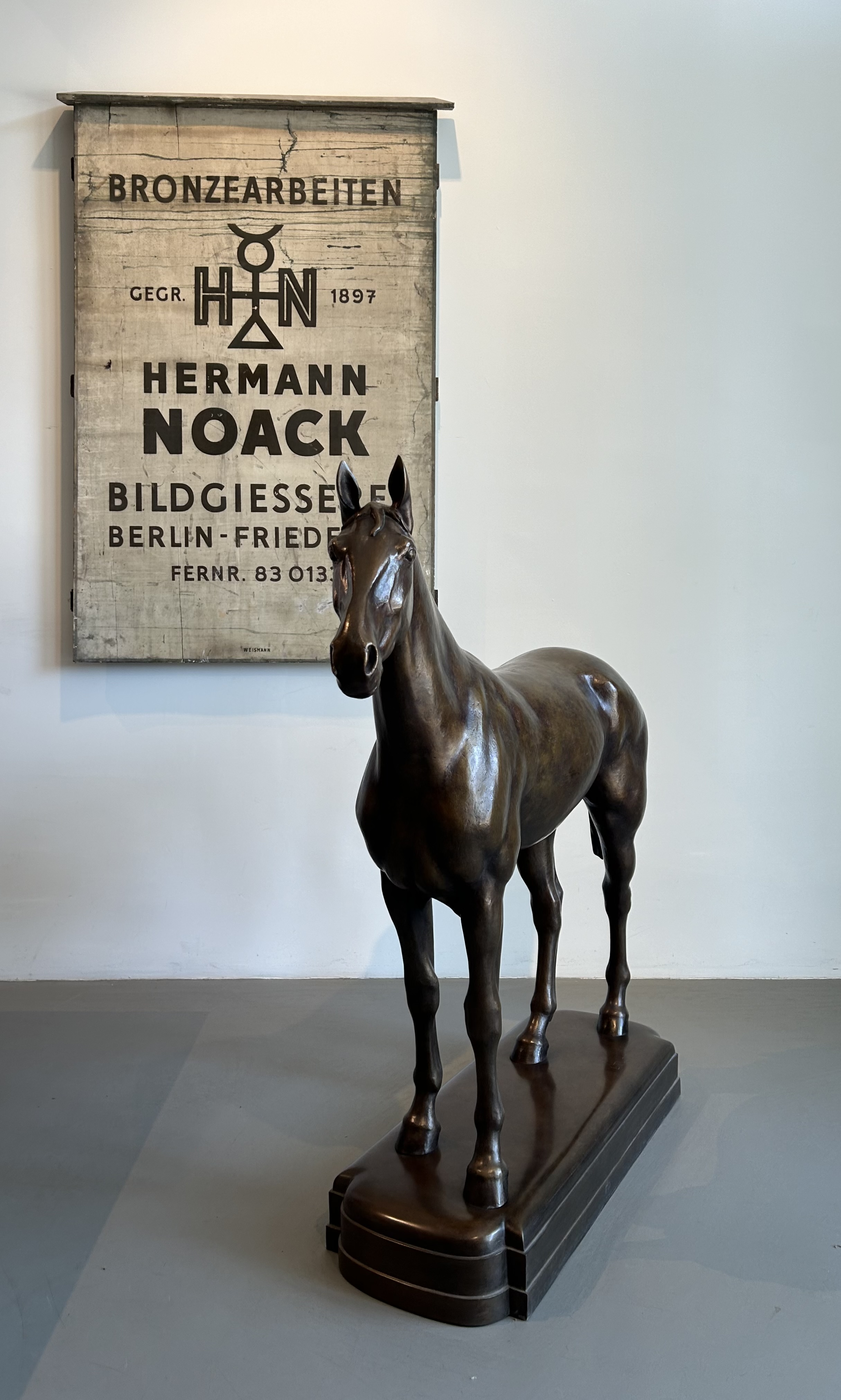
Noack Galerie – Pferdeskulptur von Louis Tuaillon

Die Noack Galerie, ehemals bekannt als Werkstattgalerie Hermann Noack, ist eine Kunstgalerie in Berlin. Sie hat sich auf internationale Skulptur von der Moderne bis zur Gegenwart spezialisiert. Seit ihrer Gründung im Jahr 1997 durch Hermann Noack IV. hat die Galerie zahlreiche Ausstellungen organisiert und Werke bedeutender nationaler und internationaler Künstler präsentiert. Die Galerie ist bekannt für ihre enge Zusammenarbeit mit Künstlern – gerade auch im Hinblick auf die Produktion von Skulpturen. Ihren Schwerpunkt legt die Noack Galerie auf Bronzeskulpturen und Skulpturen anderer Metalle; Malerei und Fotografie haben in den letzten Jahren das Programm erweitert.

## Geschichte
Die Noack Galerie wurde 1997 als „Werkstattgalerie Hermann Noack“ von dem Kunstgießer Hermann Noack IV. gegründet, der heute die renommierte „Bildgießerei Hermann Noack“ leitet. Ursprünglich als Werkstattgalerie bekannt, begann die Galerie damit, Werke von Künstlern auszustellen, die über Jahrzehnte in der Bildgießerei Hermann Noack gießen ließen. In den ersten Jahren etablierte sich die Galerie als ein Ort für die Präsentation moderner Skulpturen und Plastiken. 2017 erfolgte der Umzug in die neuen Galerieräume im Zusammenhang mit dem Neubau der Bildgießerei Hermann Noack mit der Adresse Am Spreebord 9. Im Jahr 2024 wurde die Galerie in „Noack Galerie“ umbenannt.

## Sammlung
Die Sammlung der Noack Galerie umfasst eine Vielzahl von Skulpturen, Plastiken und Gemälden. Zu den wichtigsten Künstlern gehören Arie van Selm, Anna Bogouchevskaia und Jonas Hödicke. Die Galerie besitzt auch eine Sammlung von Werken des deutschen Bildhauers August Gaul, die seine Tierskulpturen und kleinere Plastiken umfasst. Die Sammlung wird regelmäßig durch neue Werke und Projekte erweitert.

## Ausstellungen und Veranstaltungen
Zu den bedeutendsten Ausstellungen der Noack Galerie zählt „125 Jahre Bildgiesserei Noack“ im Jahr 2022/23, die eine umfassende Retrospektive der Entwicklung der modernen Skulptur im Zusammenhang mit der Bildgießerei Hermann Noack bot und Werke von Georg Baselitz, Jonathan Meese, Heinz Mack, Reneé Sintenis und vielen anderen bedeutenden Bildhauern präsentierte. Weitere zu nennede Ausstellungen sind „Ernst Barlach zum 150. Geburtstag“ (2022), die einen umfassenden Einblick in das skulpturale Werk Ernst Barlachs gab, und „Jonas Hödicke | Karl Horst Hödicke – Meine Stadt“ (2024), die die Auseinandersetzung zweier bedeutender Berliner Künstler mit ihrer Heimat veranschaulicht hat. Neben den Ausstellungen organisiert die Galerie regelmäßig Konzerte.